# Werchnia Łanna
Werchnia Łanna (ukr. Верхня Ланна) – wieś na Ukrainie, w obwodzie połtawskim, w rejonie połtawskim, w hromadzie Łanna. W 2001 liczyła 769 mieszkańców, spośród których 751 wskazało jako ojczysty język ukraiński, 13 rosyjski, 1 mołdawski, a 4 białoruski.